# Sadelmagasin

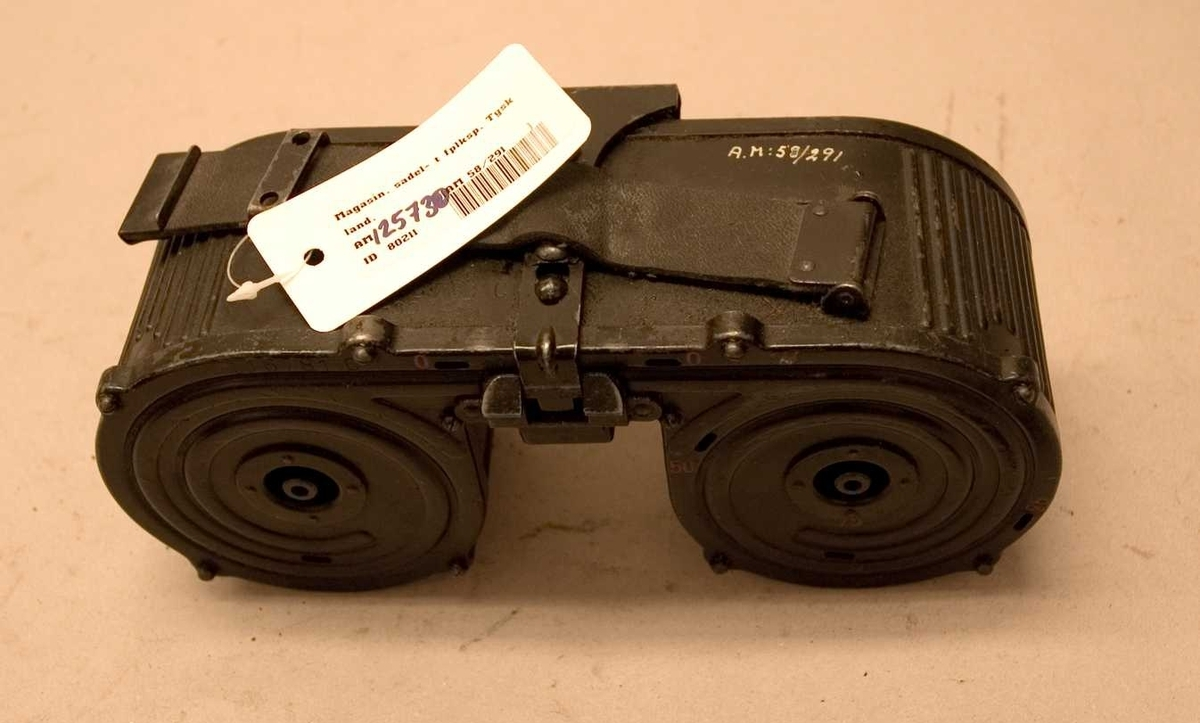
Sadelmagasin till flygplankulspruta Maschinengewehr 15.

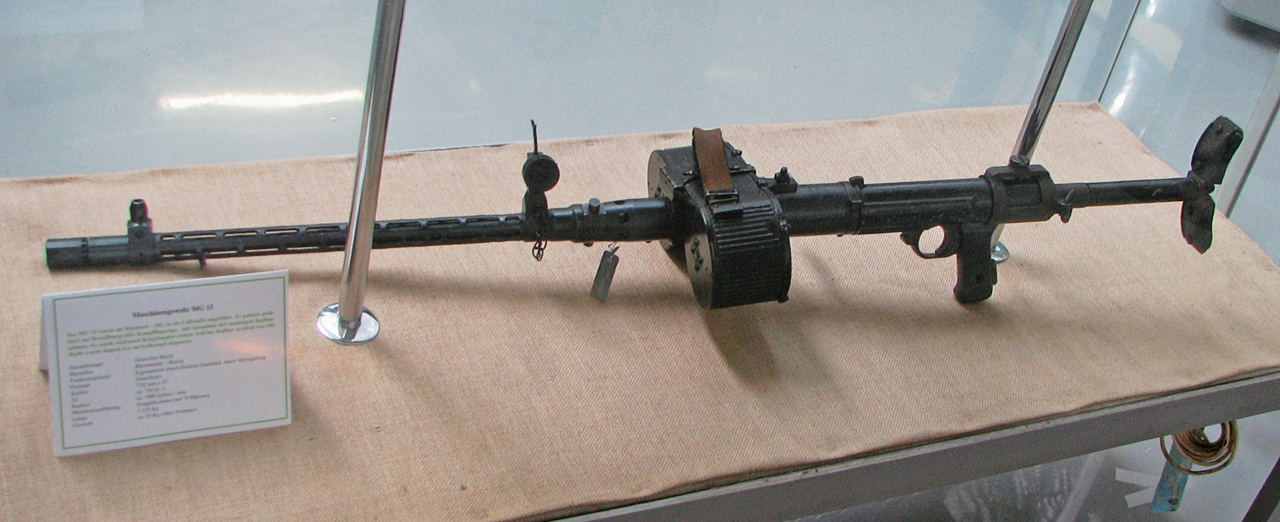
Flygplankulspruta Maschinengewehr 15 med sadelmagasin.

Sadelmagasin (ibland även sadeltrumma) är en typ av högkapacitetsmagasin för automatvapen som var vanligt under mellankrigstiden och andra världskriget. De användes primärt på rörliga kulsprutor som fanns ombord på olika stridsflygplan men såg även tjänst på markbundna och skeppsburna kulsprutor. Namnet kommer av att magasinet har den generella formen av en sadel då det placeras ovanpå vapnet med stora delar som hänger ut över kanterna. 
Ett sadelmagasin är tekniskt likgiltig med ett dubbeltrummagasin då det består av två trummagasin som sitter ihop och matar vapnet med en enkelrad patroner. Det enda märkvärda som särskiljer de åt är att sadelmagasin monteras ovanpå vapnet likt en sadel på en häst. De kan mata vapnet antingen ovanifrån eller från sidan beroende på vapenmodell. Matning kan bland annat ske löst genom en fjäder eller genom band.
Fördelen med ett sadelmagasin gentemot ett klassiskt trummagasin är att de ofta rymmer fler skott och har bättre fördelad vikt, specifikt i relation till många tidiga trummagasin. Mångfalden tidiga trummagasin monterades ofta på sidan av vapnet då de användes på kulsprutor och automatkanoner med höger eller vänstermatning, vilket resulterar i obalans. Detta är extra problematiskt hos flygplansskyttar som behöver kunna sikta ordentligt medan flygplanet han sitter i gör manövrar. Sadelmagasin löser detta och gör det även potentiellt enklare att ladda vapnet då de två överhängande trumdelarna omfamnar vapnet.

## Förekomst
Historiskt är sadelmagasin mest känt för sin användning på den tyska Maschinengewehr 15 under mellankrigstiden och andra världskriget där vapnet användes flitigt av den tyska krigsmakten. Magasinstypen har även använts i Sverige på vapen som 8 mm ksp m/22-37R.